# Demokratischer Aufbruch

Logo

De Demokratischer Aufbruch (DA) was een oppositionele groepering in de DDR, die zich in oktober 1989 ten tijde van de Duitse omwenteling vormde en die na de val van de Berlijnse Muur, op 16 en 17 december in Leipzig officieel werd opgericht. De voorzitter was advocaat Wolfgang Schnur.
De voorloper van de DA was een in juli 1989 in Oost-Berlijn opgerichte groep van overwegend kerkelijke personen, waaronder de bekende predikanten Rainer Eppelmann en Friedrich Schorlemmer.
In het begin ging de DA uit van de ideologie van het democratisch socialisme en wilde veranderingen in het systeem van de DDR. Sinds het eerste programma van december 1989 sloeg de DA echter een iets andere weg in. Vergeleken met de nieuwe veelal linksgeoriënteerde bewegingen was de DA relatief rechts. Sommige standpunten gingen lijnrecht in tegen de wet van de DDR en waren daarom strafbaar. Linkse leden zoals Schorlemmer verlieten om deze reden de partij.
In februari 1990 ging de DA samen met de Deutsche Soziale Union en de CDU op in de Allianz für Deutschland. Deze won op 18 maart de verkiezingen. Kort daarvoor was Wolfgang Schnur afgetreden als kandidaat, omdat bekend was geworden dat hij medewerker was geweest bij het Ministerium für Staatssicherheit (MfS). Rainer Eppelmann was zijn opvolger als partijvoorzitter.
In augustus 1990 ging de DA op in de Christlich-Demokratische Union Deutschlands.
Een van de leden van de Demokratischer Aufbruch was Angela Merkel, die in 2005 bondskanselier werd.